# عجوقة شقوقية
عجوقة شقوقية (الاسم العلمي:Ajuga chasmophila) هي نوع من النباتات تتبع جنس العجوقة من الفصيلة الشفوية.